# Volker Giencke
Volker Giencke (* 27. Juni 1947 in Wolfsberg, Kärnten) ist ein österreichischer Architekt.

## Leben
Volker Giencke studierte Architektur und Philosophie in Graz und in Wien. Er arbeitete mit Merete Mattern, dem Landschaftsarchitekten Raimund Herms und Günther Domenig. 1981 wurde das Atelier „Giencke & Company Architects“ in Graz eröffnet, weitere Büros folgten 1990 in Sevilla und 2004 in Riga.
Volker Giencke unterrichtet ab 1992 als Professor für Architektur an der Universität Innsbruck, Institut für Hochbau und Entwerfen. 2000 gründete er dort das ./studio 3, Institut für Experimentelle Architektur.
Er war Davenport-Professor an der YALE-School of Architecture New Haven/USA, am University College London – Bartlett School of Architecture, am Rizvi College Bombay, an der L’Ecole Polytechnique Nantes, und an der Universidad de Buenos Aires.

## Mitgliedschaften
Volker Giencke ist Mitglied der Vereinigung Bildender Künstler Österreichs, Mitglied der Österreichischen Gesellschaft für Architektur, Mitglied der Zentralvereinigung der Architekten Österreichs, Ehrenmitglied des Bundes Deutscher Architekten, Mitglied der lettischen Architektenvereinigung, Gründungsmitglied der Lichtakademie Bartenbach an der Universität Innsbruck, Mitglied der Europäischen Akademie der Wissenschaften und Künste.

## Auszeichnungen
Josef-Frank-Preis, Friedrich-Zotter-Gedächtnispreis ohne Jahresangabe, Preisträger im Shinkenshiku-Residential-Design-Competition/Tokio, Großer Österreichischer Wohnbaupreis, Preisträger Constructec-Preis/Hannover, Mensch-im-Raum-Preis, Preis der Zentralvereinigung der Architekten Österreichs 1987, ’91, ’94, ’98; Architekturpreis von Steiermark 1987 + 1998, Architekturpreis von Mecklenburg-Vorpommern, Architekturpreis von Kärnten 1991 + 2000, Dedalo-Minosse-Preis Vicenza 2002 + 2006 + 2017, Geramb-Rose, Award for emerging architecture, 2007 Fischer-von-Erlach Preis, 2016 „Latvian Architecture Award“, 2016 „American Architecture Prize“, 2016 „Chicago Athenaeum – International Architecture Award“, „A+Award Winner“ – New York, 2016 „European Concrete Award 2nd prize“ – Rom, „International Award for Facade Engineering Excellence“ – London, „Idea-Tops Award“ – Shenzhen, 2017 Tiroler Landespreis für Kunst, 2018 Grand Prix „Glas in der Architektur“ – Moskau.

## Ausstellungen
Personalausstellungen im Forum Stadtpark Graz 1976, Liederhalle Stuttgart 1979, Künstlerhaus Graz 1981, Steirischer Herbst 1984, Biennale de Paris 1985, Hochschule der Künste Berlin 1989, EXPO ’92 Sevilla, Biennale Venedig 1992+93, Haus der Architektur Graz 1989, 1992 und 1994, Treiber Museum Graz 1998, Wanderausstellung Brüssel-NY-LA--Sidney-Berlin-Wien etc., NYAA New York Academy of Art 1999, Museum van Hedendaagse Kunst Antwerpen 1999, Kunsthaus Mürzzuschlag 2002, RIBA Royal Institute of British Architects 2002, Architekturbiennale Venedig 2004, Basilica Palladiana Vicenza – Dedalo-Minosse 2006, Architekturzentrum Wien (AZW) “Architektur in Österreich im 20. u. 21. Jhdt.” 2006, Kunsthaus Graz: “M-City” 2006, AUT Innsbruck „Genius Loci“ 2007, Deutsches Architekturzentrum Berlin (DAZ) „Sense of Architecture“ 2007, Napoleonstadel Kärnten Architektur-TRANSFER 2008, “Process” – current projects Arsenale Riga 2008, “Architecture as a space of music – Sense of Architecture” – Architectural Biennale in Venice 2008, 2015 Personalausstellung „Volker Giencke“ im aut, Ein Teil von mir ist Sprache. A Part of Speech. im Sudhaus des Adambräu, Innsbruck, Architekturbiennale Venedig 2018 – Palazzo Bembo.

## Realisationen & Projekte – Auswahl
- 1975 Mehrzwecksaal Günther Domenig / Volker Giencke, Graz
- 1977 Schiffswerft Wörthersee, Günther Domenig / Volker Giencke, Klagenfurt
- 1981 Studentenheim Lendplatz, Graz
- 1982 Schule am Hang, Kumberg/Österreich
- 1984 Rote Bühne Graz
- 1985 „Maxonus“, Graz
- 1985 Haus Dr.Benedek, Graz
- 1987 Verwaltungsgebäude Porsche Salzburg
- 1988 „Indianer“ Ausstellung, Graz
- 1991 Landesarchiv Klagenfurt
- 1992 Landeskrankenhaus Hartberg
- 1992 Gymnasium Johannes Kepler in Graz
- 1992 Österreichischer Pavillon Expo 92, Sevilla
- 1992 Odörfer, Ausstellungs-, Büro- und Verwaltungsgebäude in Klagenfurt
- 1992 Katholische Filialkirche Aigen im Ennstal, Österreich
- 1992 Austrian Cultural Institut, NY
- 1993 Studentenwohnheim Innsbruck
- 1993 Atelier Schönbrunngasse 73, Graz
- 1993 Museum of Contemporary Art, Helsinki
- 1994 Wohnbau „Carl-Spitzweg-Gasse“, Graz
- 1995 Glashäuser im Botanischen Garten der Universität Graz
- 1996 Hypo-Bank Headquarters, Klagenfurt
- 1997 Costantini Museum, Buenos Aires
- 1997 Hotel „Speicher Barth“, Ostsee
- 1998 Rhodarium Bremen
- 1999 „Mega-Baumax“ Klagenfurt
- 1999 Music Center Helsinki
- 2000 Oper Oslo
- 2001 VOEST – „Future & Steel“, Linz
- 2001 Abtei Seckau Adaptierung & Erweiterung des romanischen Klosterkomplexes
- 2002 Landeskrankenhaus Bregenz
- 2002 Mozarteum Salzburg
- 2003 Lichtakademie Bartenbach – Universität Innsbruck
- 2002 Kongress-Center Pardatschgrat, Tirol
- 2004 Stadthaus Graz
- 2005 Akademie Mariazell, Österreich
- 2006 Hotel Elisabeth, Ischgl/Tirol
- 2007 New Riga City Center
- 2007 Mangalsala – Future Development of the Island, Riga
- 2011 Museum of Modern Art, Taipeh
- 2012 Casas Activas
- 2013 360° Jakomini, Graz
- 2014 Baltic Thermal Pool, Liepāja/Lettland
- 2014 Haus der Musik, Innsbruck
- 2015 „A part of Speech“ – Rauminstallation aut, Innsbruck
- 2015 GREAT AMBER Konzerthalle in Liepāja/Lettland

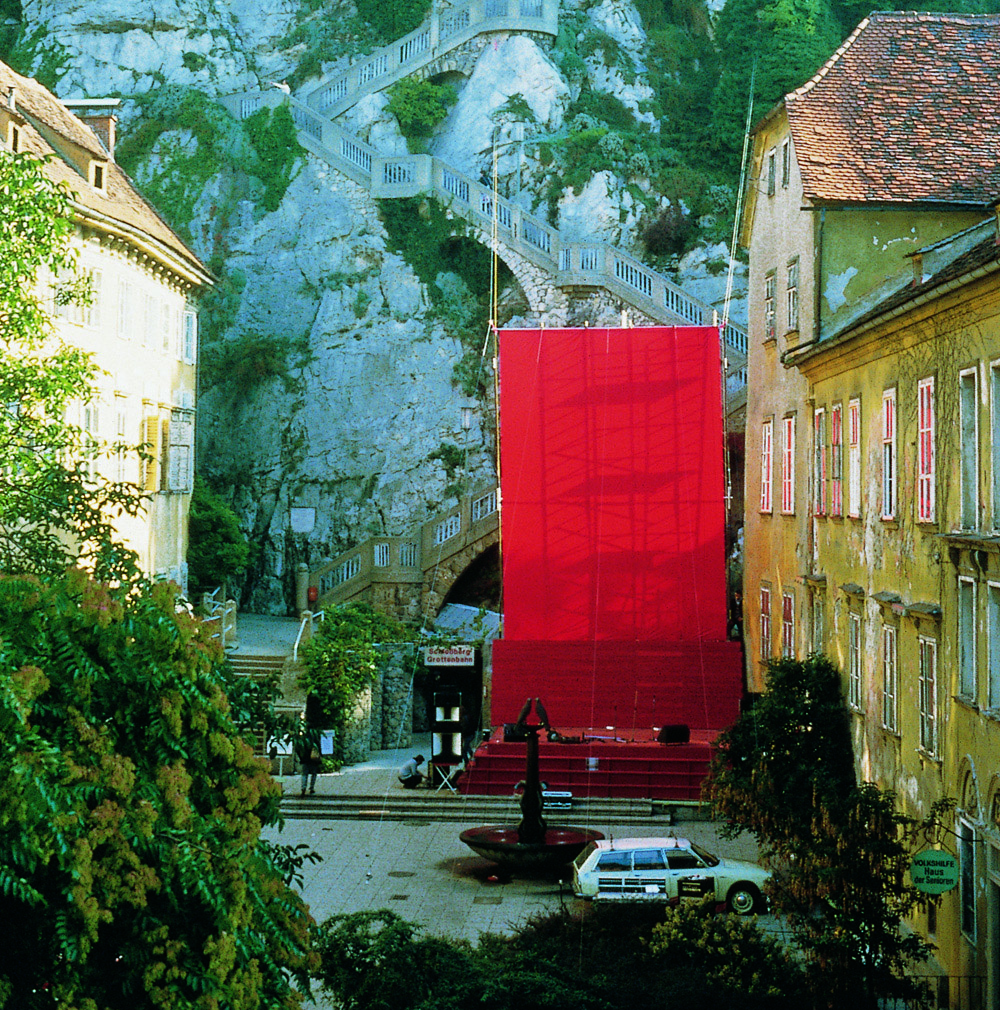
Rote Bühne Graz
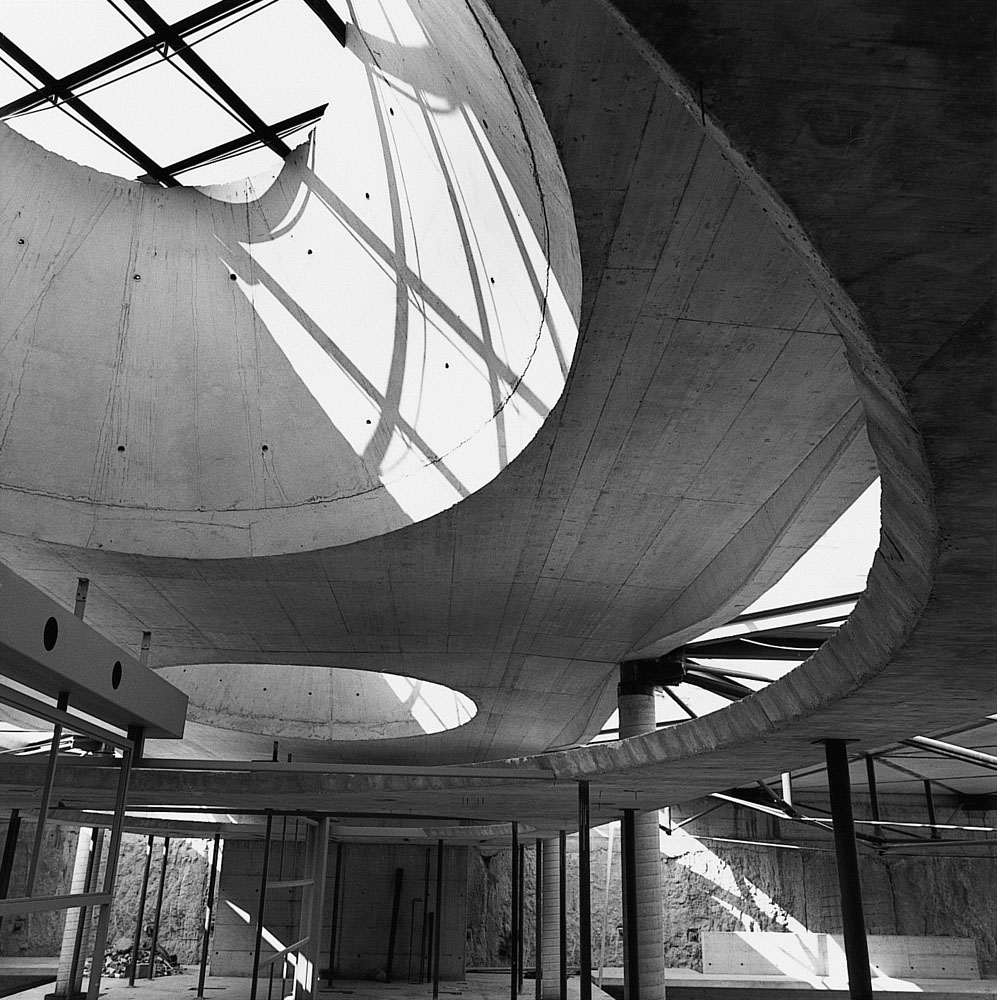
Gymnasium Johannes Kepler, Graz
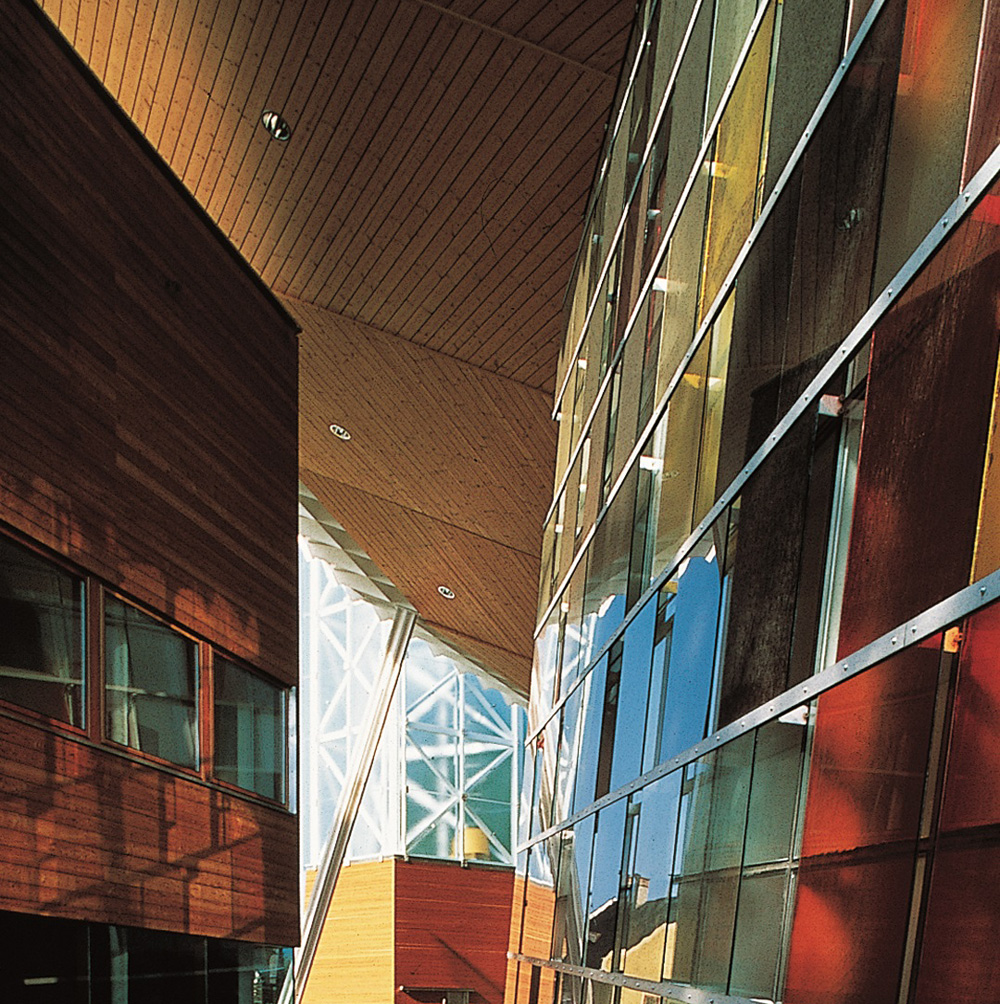
Kirche Aigen, Österreich
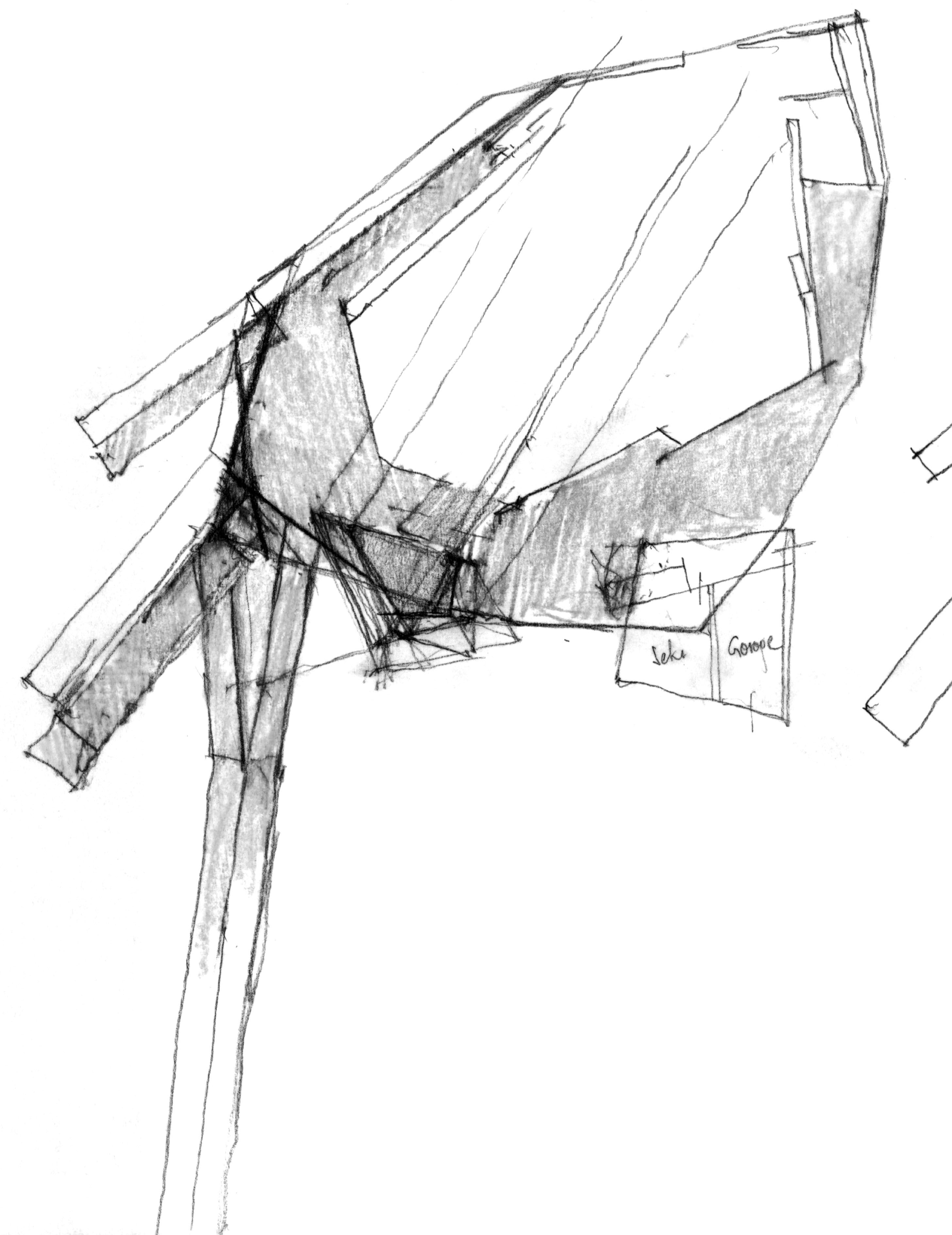
Kirche Aigen – Skizze Grundriss
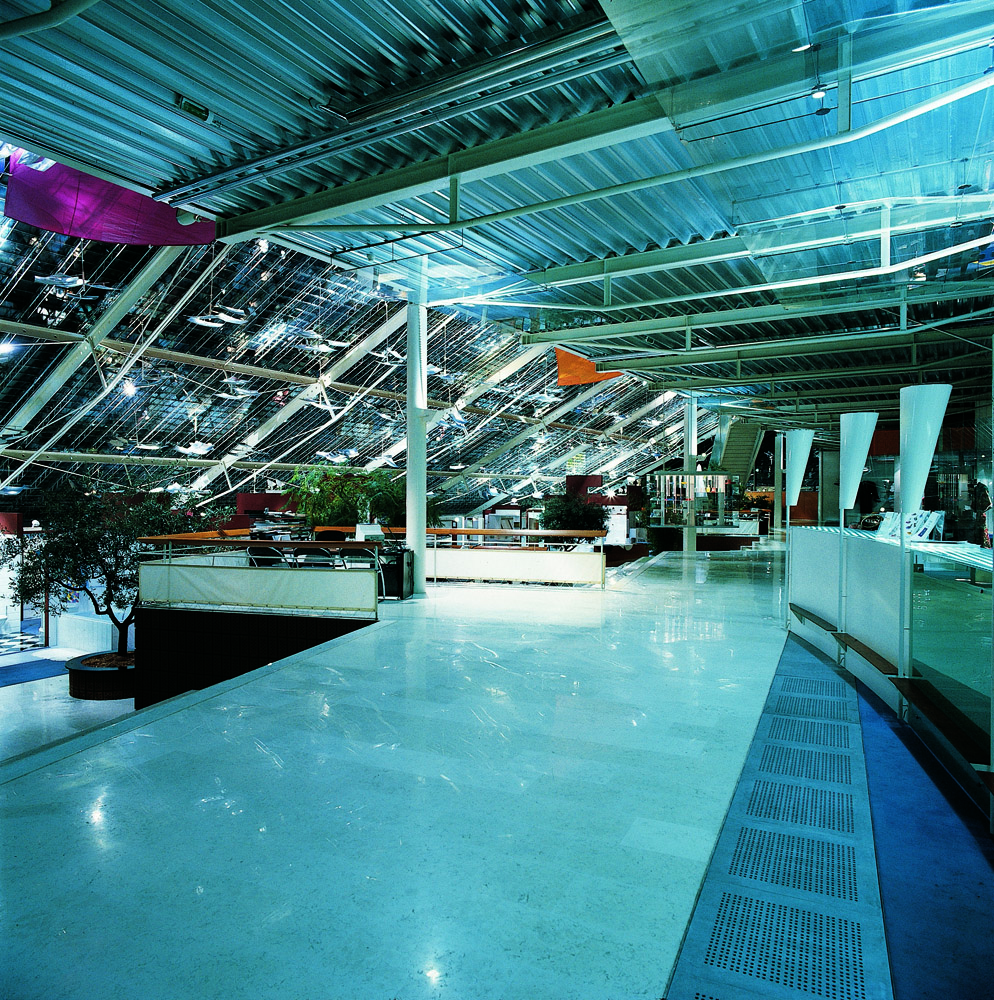
Odörfer – Ausstellungshalle, Klagenfurt
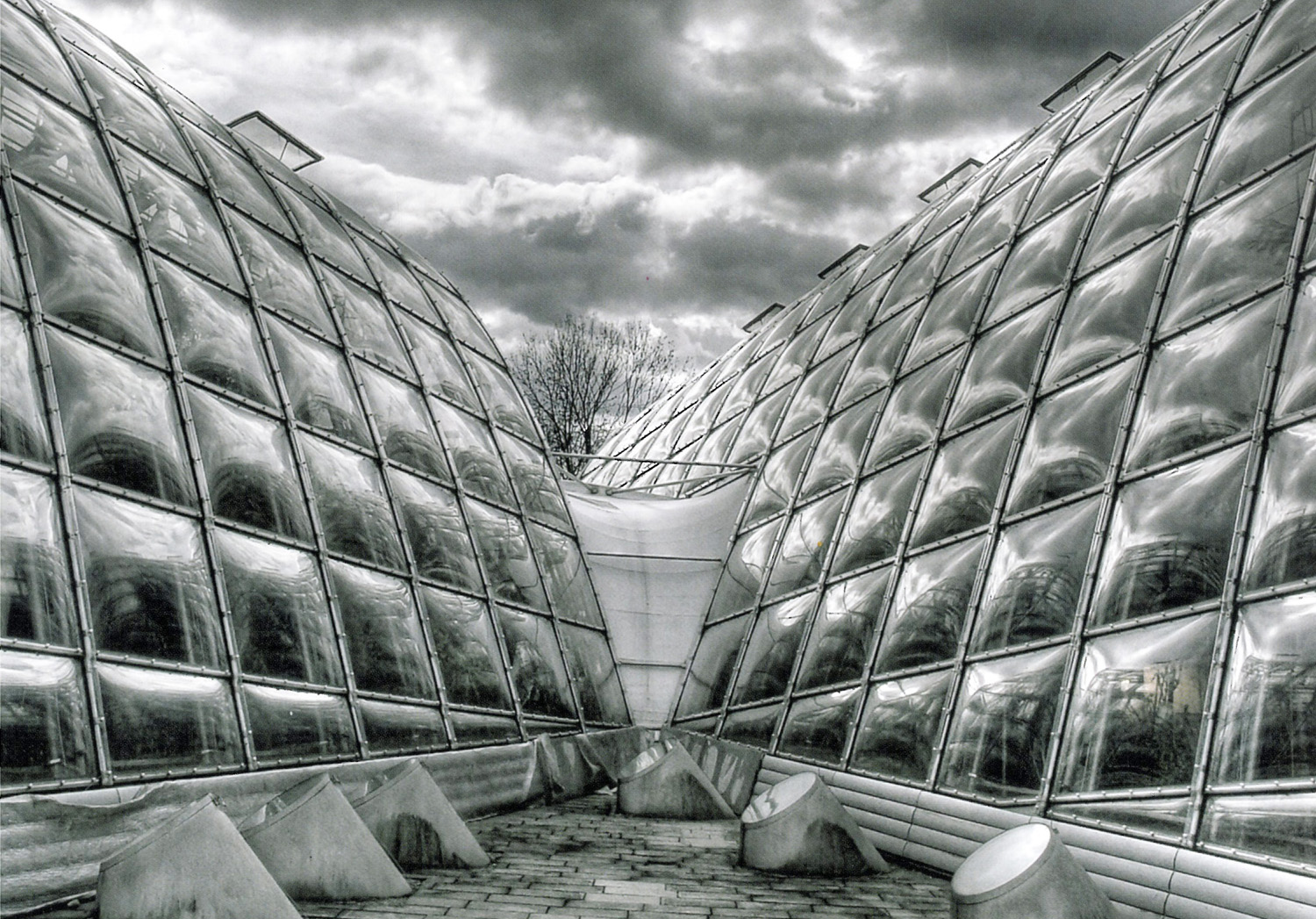
Glashäuser Botanischer Garten, Universität Graz
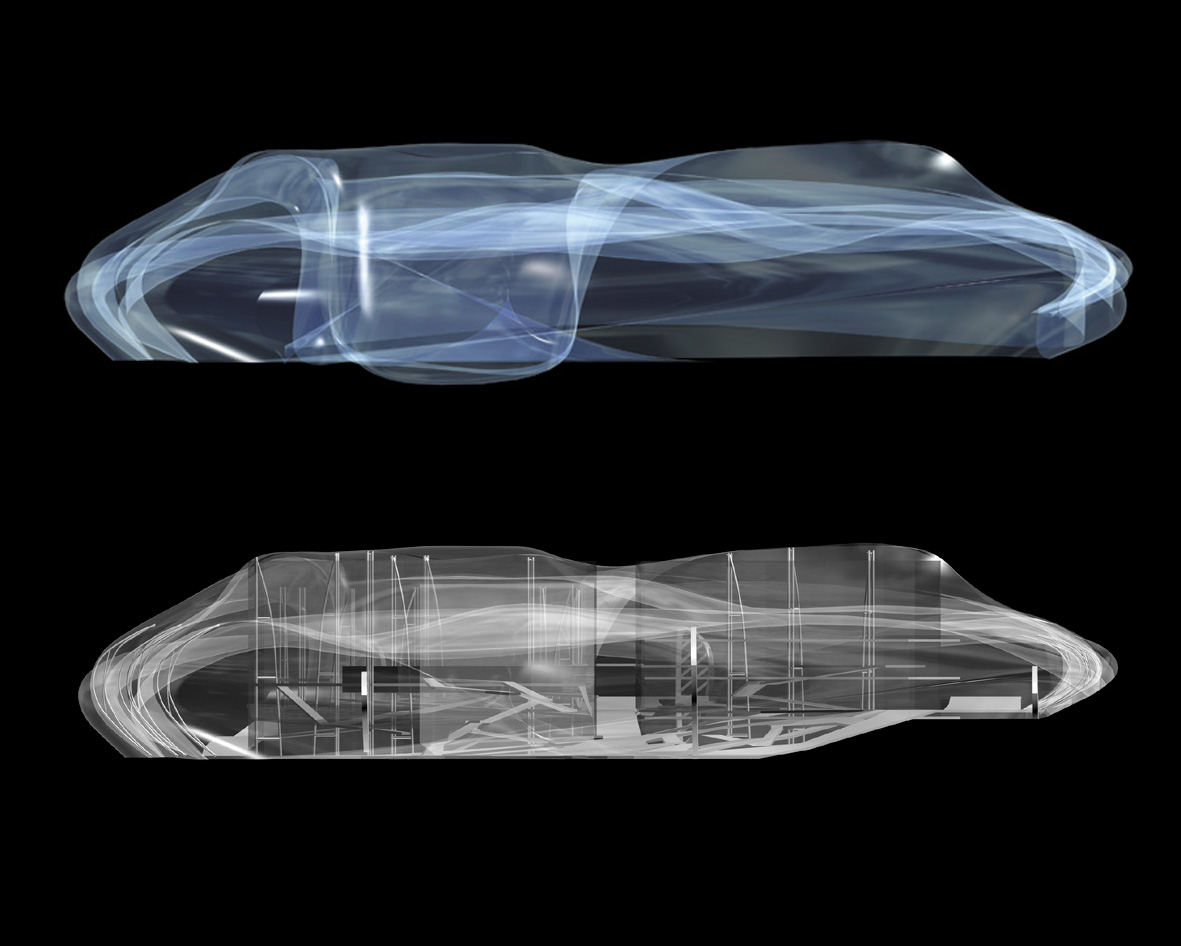
Rhodarium Bremen
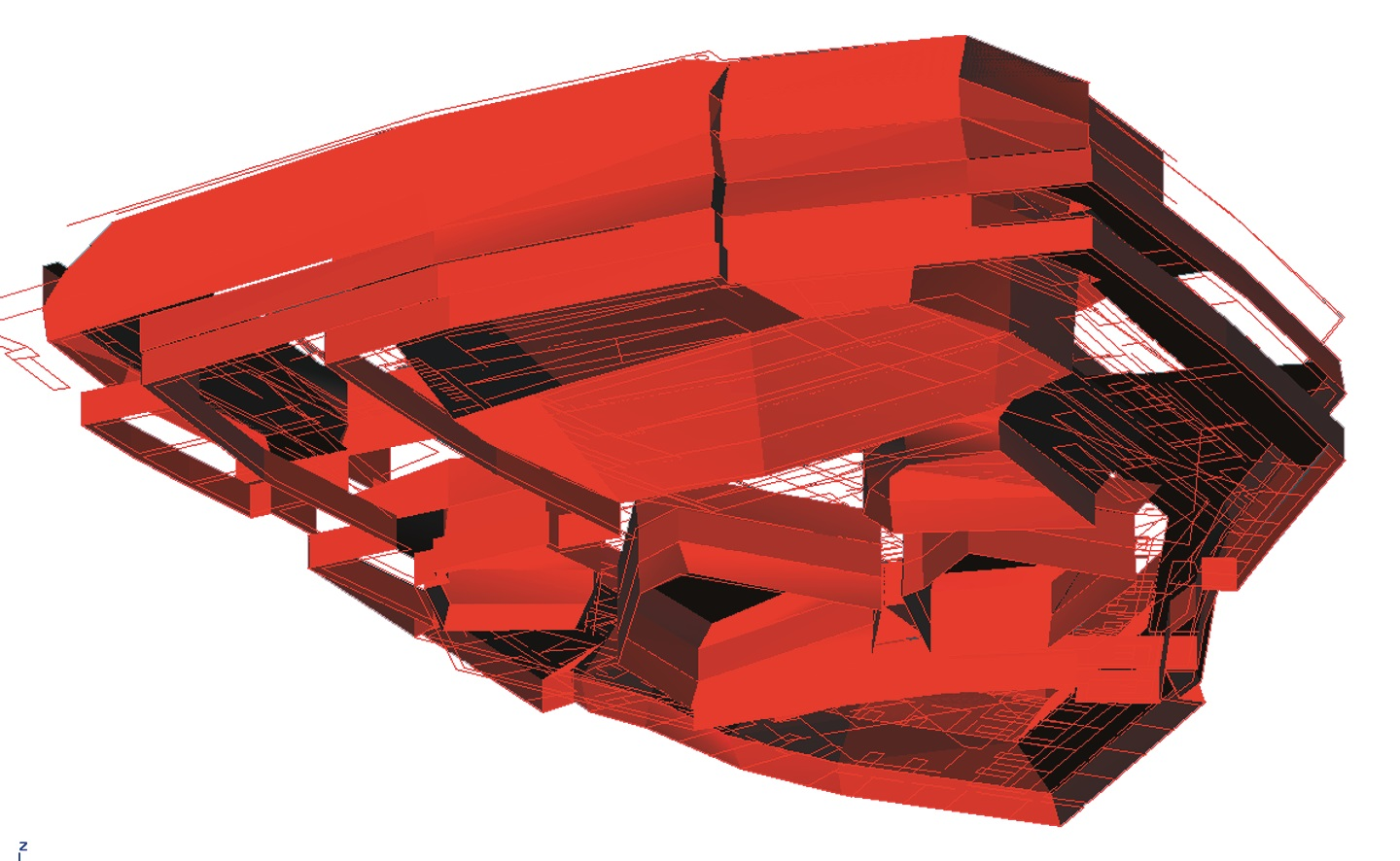
Music Center Helsinki
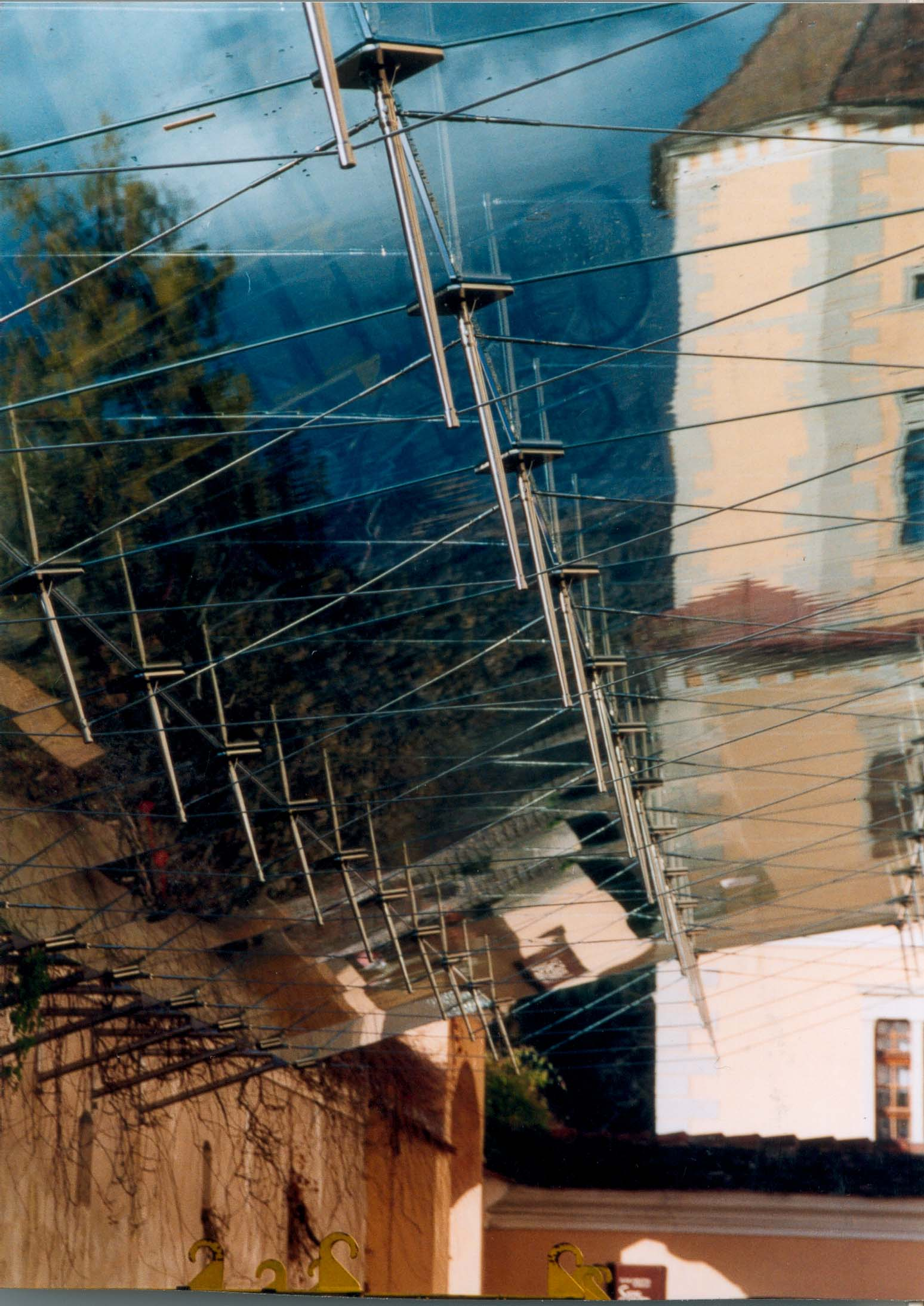
Abtei Seckau – Glasdach über Zwinger
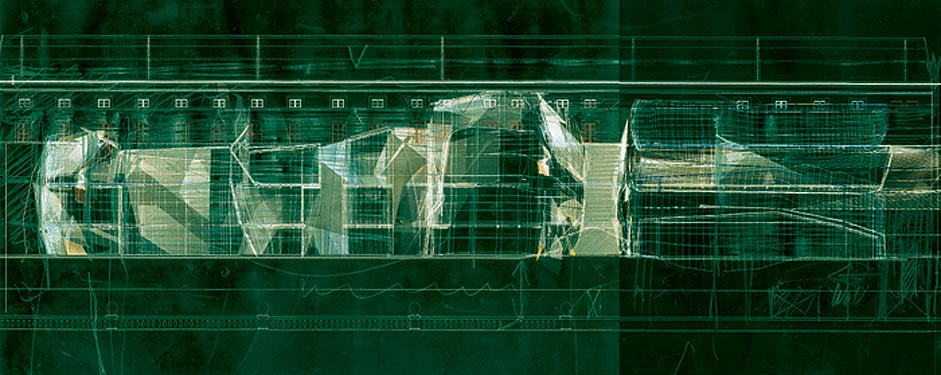
Mozarteum Salzburg
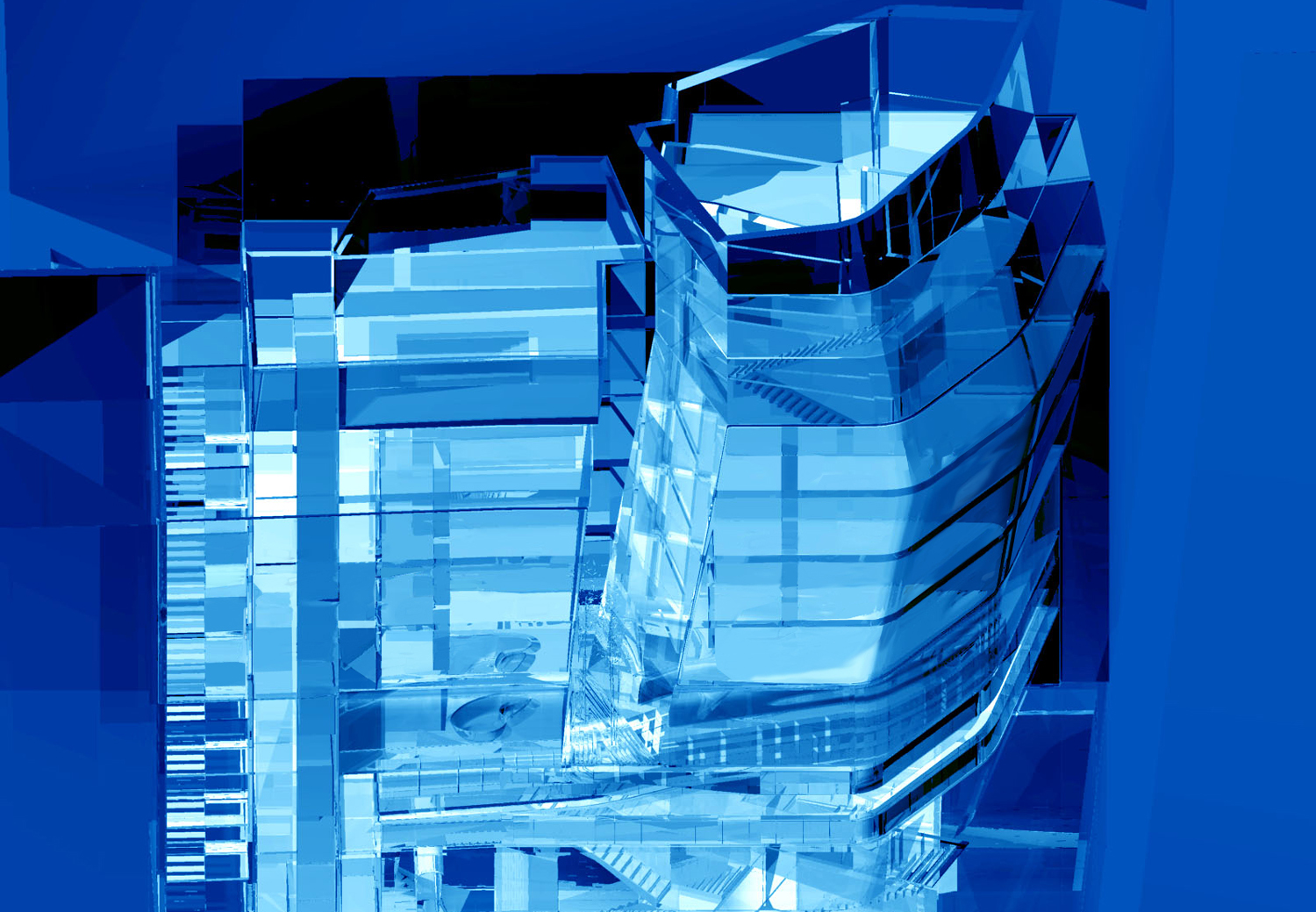
Stadthaus Graz
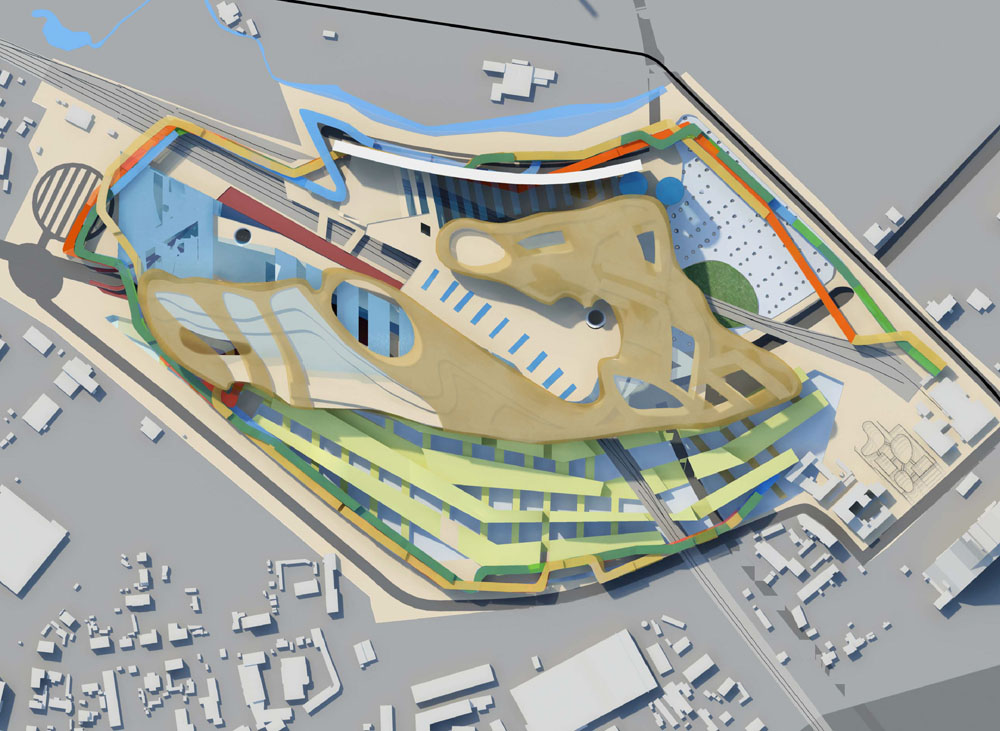
New Riga City Center
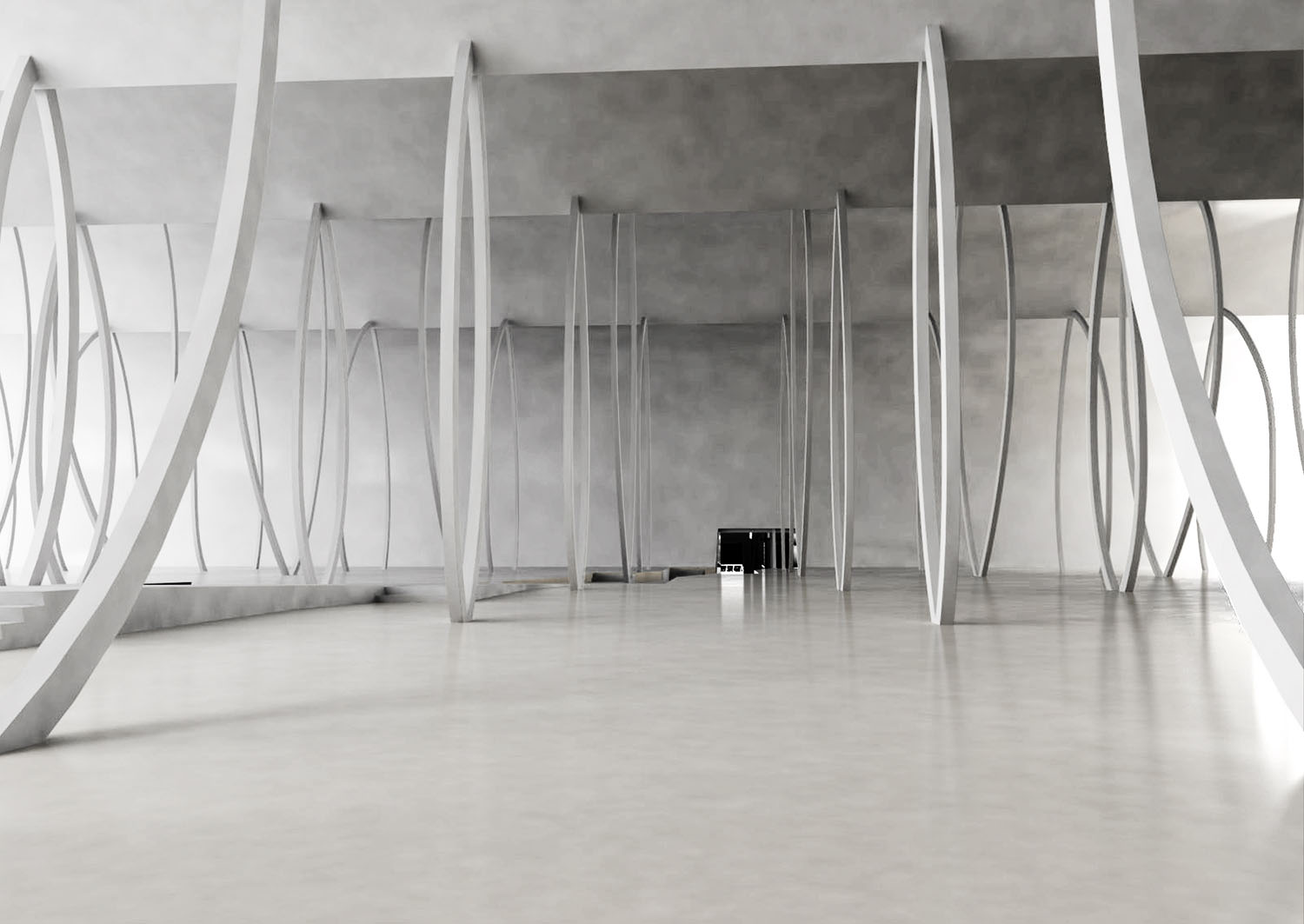
Museum Modern Art, Taipeh
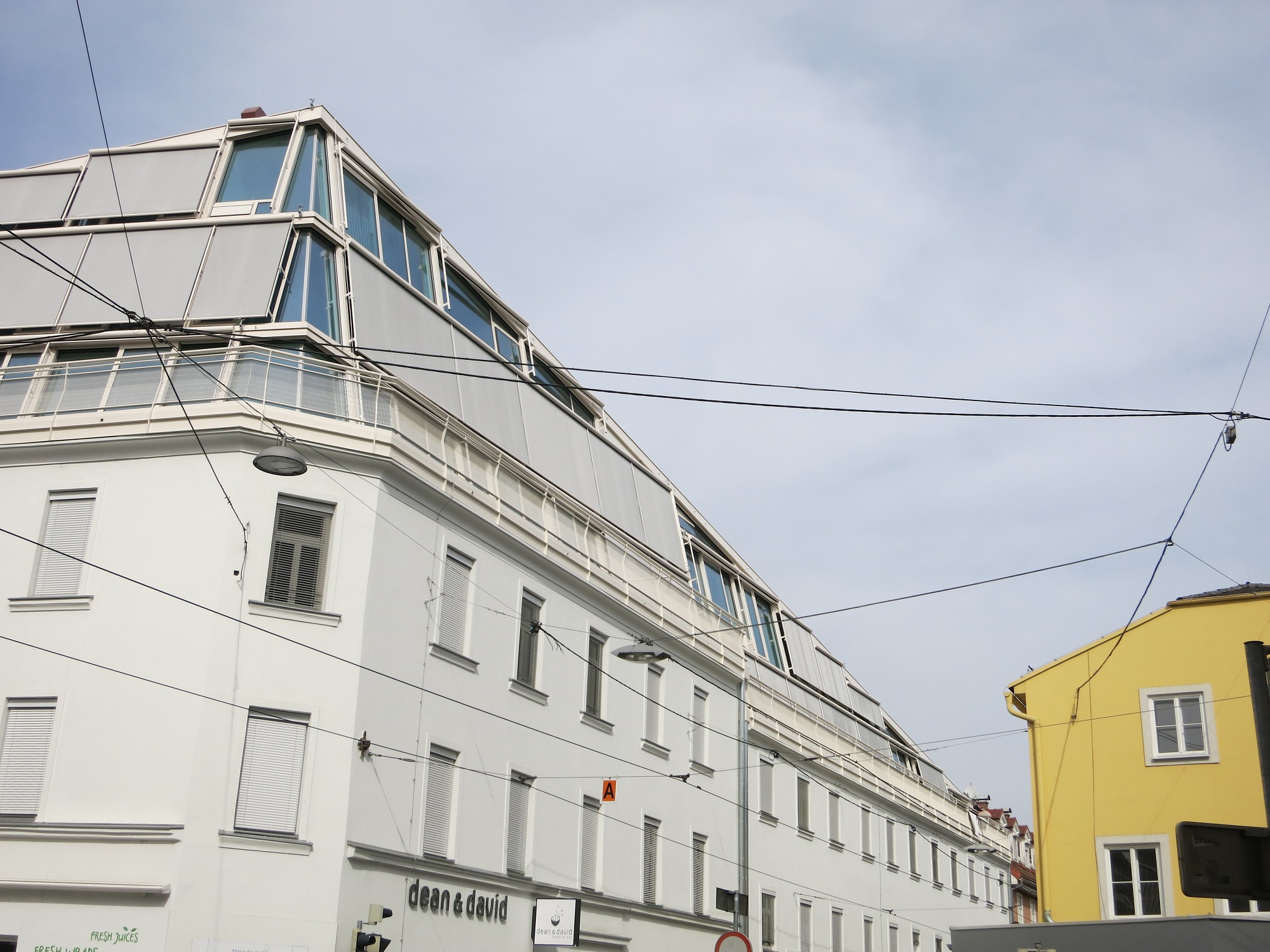
360° Jakomini
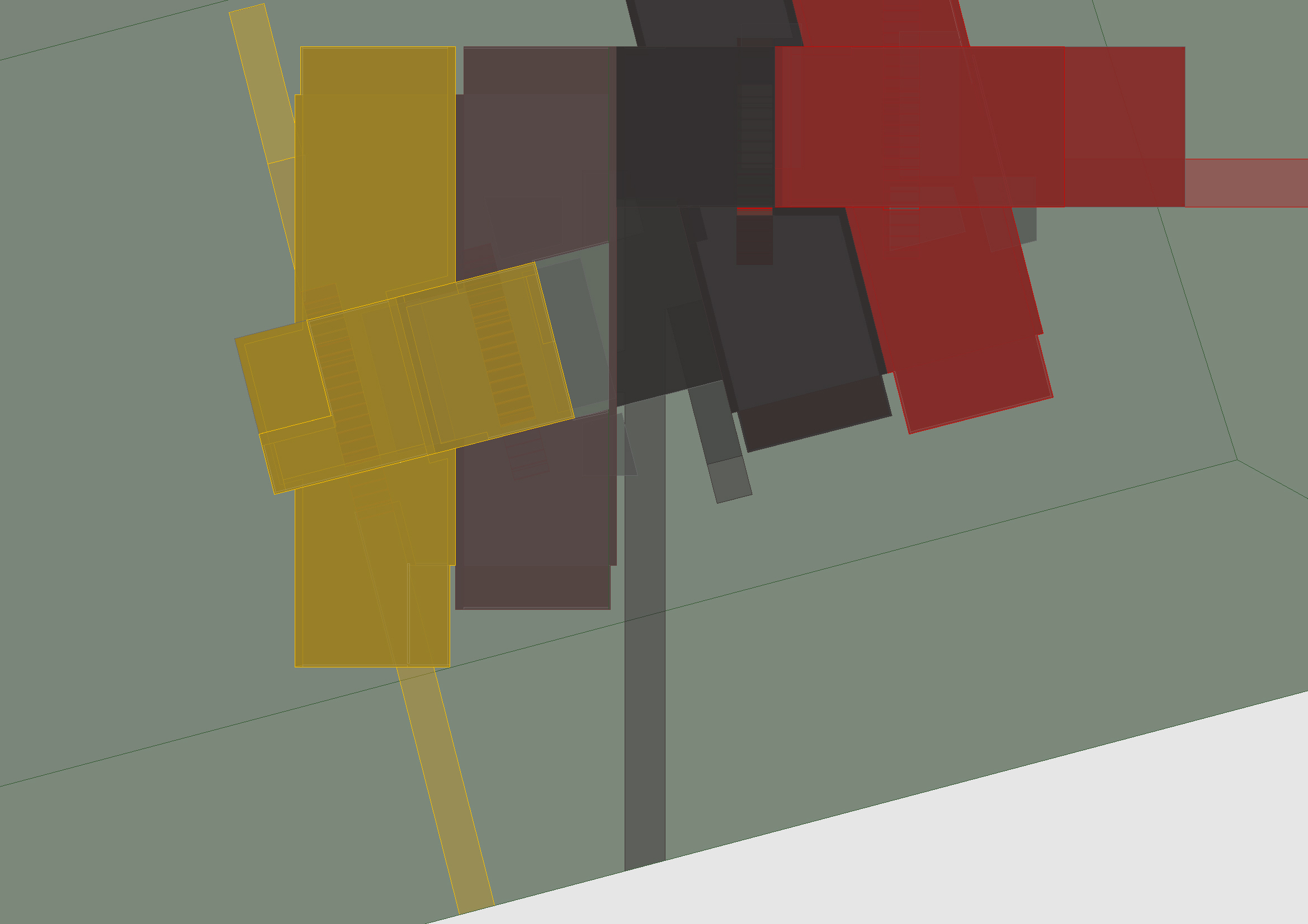
Casas Activas
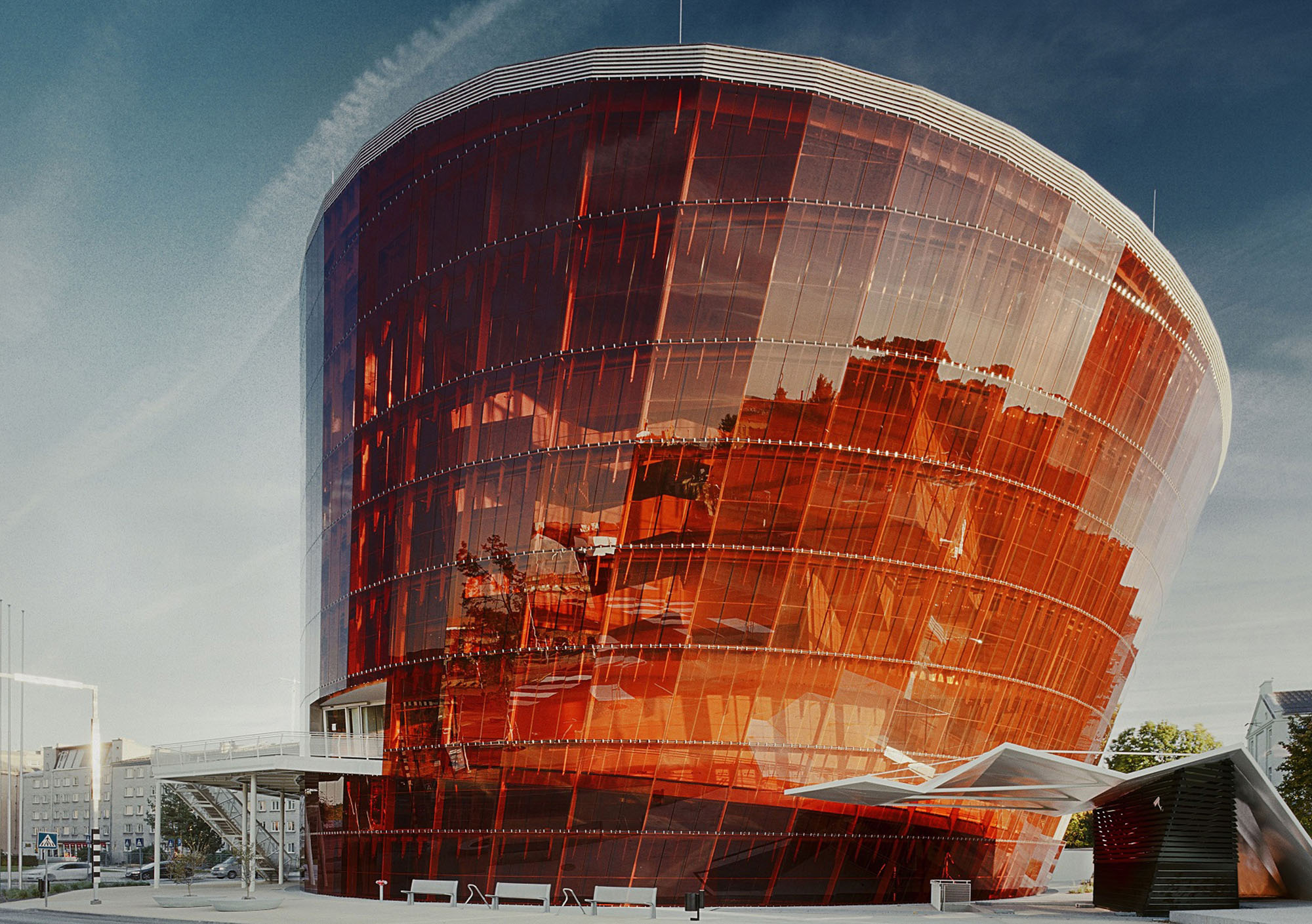
Great Amber, Konzerthalle Liepāja